# 20. etape af Tour de France 2009
Tyvende etape af Tour de France 2009 blev kørt lørdag d. 25. juli og gik fra Montélimar til Mont Ventoux.
Ruten var 167 km lang.
- Etape: 20
- Dato: 25. juli
- Længde: 167 km
- Danske resultater:

030. Chris Anker Sørensen + 5.42
031. Nicki Sørensen + 5.42
143. Brian Vandborg + 25.49
- Gennemsnitshastighed: 35,9 km/t

## Point- og bjergspurter

### 1. sprint (Les Pilles)
Efter 48 km
| Vinder | Samuel Dumoulin   | 6p |
| 2.     | Albert Timmer     | 4p |
| 3.     | Christophe Riblon | 2p |

### 2. sprint (Mormoiron)
Efter 138,5 km
| Vinder | Mickaël Delage       | 6p |
| 2.     | Aliaksandr Kuchynski | 4p |
| 3.     | Samuel Dumoulin      | 2p |

### 1. bjerg (Côte de Citelle)
3. kategori stigning efter 14 km
| Plads | Navn                 | Point |
| ----- | -------------------- | ----- |
| 1.    | Albert Timmer        | 4     |
| 2.    | Aliaksandr Kuchynski | 3     |
| 3.    | Juan Manuel Gárate   | 2     |
| 4.    | Tony Martin          | 1     |

### 2. bjerg (Col d'Ey)
3. kategori stigning efter 65,5 km
| Plads | Navn                 | Point |
| ----- | -------------------- | ----- |
| 1.    | Aliaksandr Kuchynski | 4     |
| 2.    | Juan Manuel Gárate   | 3     |
| 3.    | Tony Martin          | 2     |
| 4.    | Albert Timmer        | 1     |

### 3. bjerg (Col de Fontaube)
4. kategori stigning efter 87 km
| Plads | Navn               | Point |
| ----- | ------------------ | ----- |
| 1.    | Daniele Righi      | 3     |
| 2.    | Albert Timmer      | 2     |
| 3.    | Juan Manuel Gárate | 1     |

### 4. bjerg (Col des Abeilles)
3. kategori stigning efter 121,5 km
| Plads | Navn               | Point |
| ----- | ------------------ | ----- |
| 1.    | Juan Manuel Gárate | 4     |
| 2.    | Tony Martin        | 3     |
| 3.    | Joost Posthuma     | 2     |
| 4.    | Mickaël Delage     | 1     |

### 5. bjerg (Mont Ventoux)
HC kategori stigning efter 167 km
| Plads | Navn               | Point |
| ----- | ------------------ | ----- |
| 1.    | Juan Manuel Gárate | 40    |
| 2.    | Tony Martin        | 36    |
| 3.    | Andy Schleck       | 32    |
| 4.    | Alberto Contador   | 28    |
| 5.    | Lance Armstrong    | 24    |
| 6.    | Fränk Schleck      | 20    |
| 7.    | Roman Kreuziger    | 16    |
| 8.    | Franco Pellizotti  | 14    |
| 9.    | Vincenzo Nibali    | 12    |
| 10.   | Bradley Wiggins    | 10    |

## Resultatliste
|    | Navn                  | Land           | Hold               | Tid     |
| -- | --------------------- | -------------- | ------------------ | ------- |
| 1  | Juan Manuel Gárate    | Spanien        | Rabobank           | 4:39.21 |
| 2  | Tony Martin           | Tyskland       | Team Columbia-HTC  | 0.03    |
| 3  | Andy Schleck          | Luxembourg     | Team Saxo Bank     | 0.38    |
| 4  | Alberto Contador      | Spanien        | Astana Pro Team    | 0.38    |
| 5  | Lance Armstrong       | USA            | Astana Pro Team    | 0.41    |
| 6  | Fränk Schleck         | Luxembourg     | Team Saxo Bank     | 0.43    |
| 7  | Roman Kreuziger       | Tjekkiet       | Liquigas           | 0.46    |
| 8  | Franco Pellizotti     | Italien        | Liquigas           | 0.56    |
| 9  | Vincenzo Nibali       | Italien        | Liquigas           | 0.58    |
| 10 | Bradley Wiggins       | Storbritannien | Garmin-Slipstream  | 1.03    |
| 11 | Jurgen Van Den Broeck | Belgien        | Silence-Lotto      | 1.39    |
| 12 | Andreas Klöden        | Tyskland       | Astana Pro Team    | 1.42    |
| 13 | Christophe Riblon     | Frankrig       | Ag2r-La Mondiale   | 1.47    |
| 14 | Joost Posthuma        | Holland        | Rabobank           | 1.56    |
| 15 | Christophe Le Mével   | Frankrig       | Française des Jeux | 2.26    |

## Eksternt link
- Etapeside Arkiveret 7. juli 2009 hos  Wayback Machine på Letour.fr Arkiveret 28. februar 2011 hos  Wayback Machine (fransk) (engelsk) (tysk) (spansk)

- Wikimedia Commons har flere filer relateret til 20. etape af Tour de France 2009